# Aprilie 1986
Acest articol este generat integral pe baza informațiilor din articolul 1986 și este actualizat periodic de un robot.
 Editările făcute în articol vor fi șterse la următoarea actualizare! Dacă doriți să faceți modificări, editați articolul-sursă.

ianuarie -
februarie -
martie -
aprilie -
mai -
iunie -
iulie -
august -
septembrie -
octombrie -
noiembrie -
decembrie
Aprilie 1986 a fost a patra lună a anului și a început într-o zi de marți.

## Evenimente
- 13 aprilie: Papa Ioan Paul al II-lea vizitează Sinagoga din Roma, prima dată în timpurile moderne când un papă vizitează o sinagogă.
- 26 aprilie: S-a produs accidentul de la centrala nucleară de la Cernobîl, aflată la 200 km de Kiev.

## Nașteri
- 2 aprilie: Ibrahim Afellay, fotbalist olandez
- 3 aprilie: Amanda Bynes, actriță americană
- 4 aprilie: Alexander Banor Tettey, fotbalist norvegian
- 5 aprilie: Charlotte, luptătoare de wrestling americană
- 5 aprilie: Jenny Hendrix, actriță porno americană
- 6 aprilie: Ryota Moriwaki, fotbalist japonez
- 7 aprilie: Christian Fuchs, fotbalist austriac
- 7 aprilie: Élton José (Élton José Xavier Gomes), fotbalist brazilian
- 7 aprilie: Élton José Xavier Gomes, fotbalist brazilian
- 7 aprilie: Élton José Xavier Gomes, fotbalist brazilian
- 8 aprilie: Igor Akinfeev, fotbalist rus
- 8 aprilie: Erika Sawajiri, actriță, fotomodel și cântăreață japoneză
- 9 aprilie: Leighton Meester, actriță americană
- 10 aprilie: Fernando Gago, fotbalist argentinian
- 10 aprilie: Vincent Kompany, fotbalist belgian
- 11 aprilie: Davide Bottone, jucător italian de fotbal
- 12 aprilie: Blerim Džemaili, fotbalist elvețian
- 12 aprilie: Marcel Granollers, jucător spaniol de tenis
- 12 aprilie: Florin Pătrașcu, fotbalist român
- 14 aprilie: Constant Djakpa, fotbalist ivorian
- 16 aprilie: John Ibeh, fotbalist nigerian
- 16 aprilie: Shinji Okazaki, fotbalist japonez
- 16 aprilie: Paul di Resta, pilot britanic de Formula 1
- 16 aprilie: Epke Zonderland, gimnast din Țările de Jos
- 16 aprilie: Hamza Younés, fotbalist tunisian
- 16 aprilie: Dragan Žarković, fotbalist sârb
- 17 aprilie: Romain Grosjean, pilot francez de Formula 1
- 17 aprilie: Julio Landauri, fotbalist peruan
- 22 aprilie: Amber Heard, actriță americană
- 23 aprilie: Aida Șanaeva, scrimeră rusă
- 24 aprilie: Cristina Gheorghe, atletă română
- 25 aprilie: Juan Sebastián Cabal, jucător columbian de tenis
- 25 aprilie: Rubén Jurado, fotbalist spaniol
- 26 aprilie: Martin Bogatinov, fotbalist macedonean
- 27 aprilie: Dinara Safina, jucătoare rusă de tenis
- 27 aprilie: Catherine Webb, scriitoare britanică
- 28 aprilie: Bogdan Străuț, fotbalist român
- 29 aprilie: Nichita Patriche, fotbalist român